# Communauté de communes du Luy-de-Béarn
La communauté de communes du Luy-de-Béarn  est une ancienne structure intercommunale française, située dans le département des Pyrénées-Atlantiques et la région Nouvelle-Aquitaine.

## Historique
La communauté de communes a été créée le 1er janvier 1991.
Le 1er janvier 2014, elle a fusionné avec la communauté de communes de Thèze pour  former la communauté de communes des Luys en Béarn. 

## Composition
La communauté de communes regroupait 4 communes, deux appartenant au canton de Morlaàs, une au canton de Lescar et une autre au canton de Thèze :
| Code INSEE | Commune         | Maire                | Population | Superficie | Densité        | Délégués |
| ---------- | --------------- | -------------------- | ---------- | ---------- | -------------- | -------- |
| 64399      | Montardon       | Anne-Marie Fourcade  | 2 166 hab. | 842 ha     | 257,2 hab./km² |          |
| 64415      | Navailles-Angos | Francis Hunault      | 1 303 hab. | 1 422 ha   | 91,6 hab./km²  |          |
| 64511      | Sauvagnon       | Jean-Pierre Peys     | 2 915 hab. | 1 674 ha   | 174,1 hab./km² |          |
| 64519      | Serres-Castet   | Jean-Pierre Mimiague | 3 501 hab. | 1 371 ha   | 255,4 hab./km² |          |
|            |                 |                      | 9 885 hab. | 5 309 ha   | 186,2 hab./km² | 24       |

## Compétences
1. Les compétences obligatoires 
  - actions de développement économique
  - aménagement de l’espace communautaire
2. Les compétences optionnelles 
  - protection et la mise en valeur de l’environnement
  - politique du logement et du cadre de vie
  - construction, l’entretien et le fonctionnement d’équipements culturels et sportifs et d’équipements de l’enseignement préélémentaire et élémentaire.
3. Les compétences facultatives 
  - action sociale
  - animation sportive/culturelle ou scolaire
  - tourisme
  - relations avec les communes et la mutualisation
  - autres.

## Transports urbains
La Société des transports de l'agglomération paloise, également connue sous le sigle Stap, exploite le réseau IDELIS qui dessert entre autres les 4 communes de la communauté de communes du Luy de Béarn.